# Municipio de Rural (condado de Shelby)
El municipio de Rural (en inglés: Rural Township) es un municipio ubicado en el condado de Shelby en el estado estadounidense de Illinois. En el año 2010 tenía una población de 339 habitantes y una densidad poblacional de 3,78 personas por km².

## Geografía
El municipio de Rural se encuentra ubicado en las coordenadas 39°28′26″N 88°58′23″O / 39.47389, -88.97306. Según la Oficina del Censo de los Estados Unidos, el municipio tiene una superficie total de 89.67 km², de la cual 89,64 km² corresponden a tierra firme y (0,03 %) 0,03 km² es agua.

## Demografía
Según el censo de 2010, había 339 personas residiendo en el municipio de Rural. La densidad de población era de 3,78 hab./km². De los 339 habitantes, el municipio de Rural estaba compuesto por el 99,71 % blancos y el 0,29 % eran de una mezcla de razas. Del total de la población el 2,06 % eran hispanos o latinos de cualquier raza.